# High and Low Bishopside
High and Low Bishopside – civil parish w Anglii, w North Yorkshire, w dystrykcie (unitary authority) North Yorkshire. W 2011 civil parish liczyła 2210 mieszkańców.